# 皮德別列茲賈 (戈羅霍夫區)
50°32′30″N 24°37′7″E / 50.54167°N 24.61861°E
皮德別列茲賈（烏克蘭語：Підбереззя）是位於烏克蘭西部沃倫州裏盧茨克區的村莊，始建於1629年，面積22.7平方公里，海拔高度216米，2001年人口1,020，人口密度每平方公里44.93人。